# Concerto a Caracalla
Il 7 luglio del 1990, i Tre Tenori José Carreras, Plácido Domingo e Luciano Pavarotti si esibirono in un concerto alle Terme di Caracalla. Si trattò del primo concerto dei Tre Tenori. Le orchestra del Maggio Musicale Fiorentino e  del Teatro dell’Opera di Roma, unite, furono dirette dal maestro Zubin Mehta.
Allo spettacolo dal vivo parteciparono 6.000 spettatori. L'evento venne trasmesso anche in mondovisione e seguito da circa 800 milioni di telespettatori. 
Durante il programma Panariello sotto l'albero il trio Il Volo ha annunciato, insieme a Domingo, che nel 2016 si sarebbero esibiti a Firenze per ricordare tale concerto.

## Scaletta
| #   | Titolo | Esecutore                      | Opera                   | Compositore           |
| --- | --- | ------------------------------ | ----------------------- | --------------------- |
| 01  | Il lamento di Federico | José Carreras                  | L'Arlesiana             | Francesco Cilea       |
| 02  | Ô paradis! | Placido Domingo                | L'Africaine             | Giacomo Meyerbeer     |
| 03  | Recondita armonia | Luciano Pavarotti              | Tosca                   | Giacomo Puccini       |
| 04  | Dein ist mein ganzes Herz | Placido Domingo                | Das land des lächelns   | Franz Lehár           |
| 05  | Rondine al nido | Luciano Pavarotti              | romanza                 | Vincenzo De Crescenzo |
| 06  | Core 'ngrato | Jose Carreras                  | romanza                 | Salvatore Cardillo    |
| 07  | I vespri siciliani | sola orchestra                 | I vespri siciliani      | Giuseppe Verdi        |
| 08  | Torna a Surriento | Luciano Pavarotti              | romanza                 | Ernesto De Curtis     |
| 09  | Granada | Josè Carreras                  | romanza                 | Agustín Lara          |
| 10  | No puede ser | Placido Domingo                | La tabernera del puerto | Pablo Sorozábal       |
| 11  | L'improvviso | Josè Carreras                  | Andrea Chénier          | Umberto Giordano      |
| 12  | E lucevan le stelle | Placido Domingo                | Tosca                   | Giacomo Puccini       |
| 13  | Nessun dorma | Luciano Pavarotti              | Turandot                | Giacomo Puccini       |
| 14  | Maria - Tonight 'O paese d' 'o sole - Cielito lindo Memory - Ochi tchorniye Caminito - La vie en rose Mattinata - Wien, Wien, nur du allein Amapola - 'O sole mio | Carreras - Domingo - Pavarotti | medley                  | Lalo Schifrin         |
| bis | Nessun dorma | Carreras - Domingo - Pavarotti | Turandot                | Giacomo Puccini       |
| bis | 'O sole mio | Carreras - Domingo - Pavarotti | romanza                 | Eduardo Di Capua      |

## The Three Tenors - In Concert
Dall'evento televisivo furono tratti due album, denominati The Three Tenors - In Concert: il primo è un album dal vivo, mentre il secondo è accompagnato anche da una registrazione video del concerto. Si tratta del primo album legato ai Tre Tenori.